# Kazimierz Mieczysław Ujazdowski
Kazimierz Mieczysław Ujazdowski (ur. 4 grudnia 1934 w Warszawie, zm. 16 września 2016 w Dyminach) – polski prawnik i polityk, adwokat, poseł na Sejm kontraktowy (X kadencji).

## Życiorys
Ukończył w 1959 studia na Wydziale Prawa Uniwersytetu Łódzkiego. W 1961 rozpoczął prowadzenie praktyki adwokackiej w Kielcach. W latach 80. bronił w procesach politycznych.
W latach 1989–1991 zasiadał w Sejmie kontraktowym z ramienia Stronnictwa Demokratycznego, reprezentując okręg kielecki. Był przedstawicielem parlamentu w Zgromadzeniu Parlamentarnym Rady Europy (jako obserwator). W kadencji 1994–1998 pełnił funkcję radnego miejskiego w Kielcach.
Był członkiem Porozumienia Centrum; w wyborach w 1991 ubiegał się o mandat senatora z województwa kieleckiego jako kandydat Porozumienia Obywatelskiego Centrum, w 1993 kandydował na posła z listy Koalicji dla Rzeczypospolitej, zaś w 1997 z listy Ruchu Odbudowy Polski.
Posiadał tytuł brydżowego mistrza międzynarodowego, był m.in. niegrającym kapitanem reprezentacji Polski na drużynowych mistrzostwach Europy open (1976) i drużynowych mistrzostwach Europy kobiet (1979). Zwyciężał w turniejach brydżowych, m.in. w Świętokrzyskim Ogólnopolskim Turnieju Par w kategorii open (1968, z Mieczysławem Sikorskim). Był członkiem zarządu głównego Polskiego Związku Brydża Sportowego i zarządu okręgowego w Kielcach, otrzymał odznaki Zasłużonego Działacza Kultury Fizycznej i złotą odznakę Polskiego Związku Brydża Sportowego.
Pochowany na cmentarzu komunalnym w Cedzynie.

## Odznaczenia
- Krzyż Oficerski Orderu Odrodzenia Polski (nadany przez prezydenta Lecha Kaczyńskiego, 2009)[6]
- Srebrny Krzyż Zasługi (1984)[7]

## Życie prywatne
Syn Kazimierza Cypriana i Mieczysławy, ojciec Kazimierza Michała.